# Effet Peltier
Pour les articles homonymes, voir Peltier.
 (novembre 2017).
Si vous disposez d'ouvrages ou d'articles de référence ou si vous connaissez des sites web de qualité traitant du thème abordé ici, merci de compléter l'article en donnant les références utiles à sa vérifiabilité et en les liant à la section « Notes et références ».
L'effet Peltier est un effet thermoélectrique consistant en un phénomène physique de déplacement de chaleur en présence d'un courant électrique. L'effet se produit dans des matériaux conducteurs de natures différentes liés par des jonctions (contacts). L'une des jonctions se refroidit alors légèrement, pendant que l'autre se réchauffe. Cet effet a été découvert en 1834 par le physicien Jean-Charles Peltier. Le processus inverse, est appelé effet Seebeck. L'effet thermoélectrique regroupe les deux, Peltier et Seebeck.

## Définition

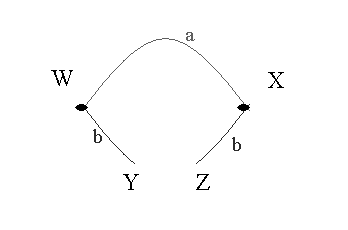

La figure ci-contre montre le circuit thermoélectrique de base.
Deux matériaux conducteurs de natures différentes a et b sont reliés par deux jonctions en X et W. Dans le cas de l’effet Peltier, un courant électrique {\displaystyle I} est imposé au circuit, en plaçant par exemple une source de courant électrique entre Y et Z, ce qui entraîne une libération de chaleur {\displaystyle Q} à une jonction et une absorption de chaleur à l’autre jonction. Le coefficient Peltier relatif au couple de matériaux a et b est défini comme la puissance thermique {\displaystyle P} dégagée ou absorbée par unité d'intensité de courant {\displaystyle I}. Il s'exprime en volts.
Πab est alors défini par :
{\displaystyle \Pi _{ab}={\frac {P}{I}}\,}
Si un courant est imposé dans le sens Y→W→X→Z, alors il entraîne une libération de chaleur en W et une absorption en X, et Πab est positif.

## Théorie
L’effet Peltier est lié au transport d’entropie par les porteurs de charge (électrons ou trous) au sein du matériau. Ainsi lorsqu'il y a dans le schéma de principe ci-dessus une absorption de chaleur en X et une libération en W, cela est dû au fait que les électrons ou les trous perdent de l'entropie en passant du matériau b au matériau a en W (il y a donc libération de chaleur), tandis que réciproquement ils regagnent de l'entropie en passant du matériau a au matériau b en X (il y a donc absorption de chaleur), car il y a conservation d'énergie, c'est le premier principe de la thermodynamique.

## Applications

Schéma d'une cellule à effet Peltier.

Dans le domaine de la microélectronique, la thermoélectricité est utilisée pour la dissipation thermique des composants par l'utilisation de composants à effet Peltier pour la gestion de la chaleur perdue.
L’effet Peltier est utilisé comme technique de réfrigération. Elle est utilisée dans des domaines où une grande précision et fiabilité sont demandés : recherche, spatial, militaire, etc., ou dans des applications plus courantes comme les glacières.

## Effet réciproque: l'effet Seebeck
On peut noter que le phénomène inverse existe : une différence de température entre les deux jonctions W et X peut induire une différence de potentiel électrique, c'est l'effet Seebeck.
Lord Kelvin a montré que les effets Peltier et Seebeck sont liés, et que le coefficient Peltier est lié au coefficient Seebeck S par la relation :
{\displaystyle \Pi _{ab}=S_{ab}T\,}
où T est la température (en kelvins) de la jonction considérée. 
Cette propriété est utilisée pour mesurer la température en milieu industriel via des thermocouples.
L'effet réciproque permet d'induire un courant électrique lors d'un déplacement de chaleur sur cet assemblage puisque la conduction thermique ne se produit pas à la même vitesse entre les deux conducteurs, les porteurs de charge (qui sont aussi les porteurs d'énergie thermique) se déplaçant plus vite dans une direction plutôt qu'une autre, ce qui induit une différence de charge suffisante pour induire une différence de potentiel permettant d'alimenter un courant électrique. Cela permet d'en faire une pile électrique alimentée par une source de chaleur même très faible (comme la chaleur corporelle humaine), mais suffisante pour allumer une lampe de poche.
Mais des applications industrielles existent également permettant de récupérer dans des générateurs thermoélectriques une partie de la chaleur résiduelle dans les centrales électriques ou dans les tours de refroidissement de vapeur des centrales nucléaires pour produire de l'énergie électrique supplémentaire, alors que la pression de vapeur n'est pas suffisante pour alimenter mécaniquement des turbines génératrices. Cependant la récupération de cette chaleur est plus efficace dans les eaux encore suffisamment chaudes de condensation de la vapeur.
Cependant, le procédé est beaucoup moins efficace qu'avec les turbines thermomécaniques car les diélectriques ont une impédance de sortie élevée, et pour des courants générés importants, une grande partie de l'énergie produite sera dissipée à nouveau sous forme de chaleur par effet Joule. Pourtant, le procédé permet des utilisations courantes de telles génératrices thermoélectriques afin de produire des courants très faibles et ils sont alors utilisés comme capteurs de mesure de température de grande précision, reliés à des amplificateurs de puissance permettant de réduire quasiment à zéro le courant généré pour ne mesurer pratiquement que la tension induite. De tels capteurs sont utilisés, par exemple, au sein des composants électroniques gourmands en énergie (comme les microprocesseurs) afin de réguler rapidement leur température par rétroaction dynamique sur leur fréquence de fonctionnement.